# Pak’ma’ra
A Pak’ma’ra egy civilizáció a Babylon 5 tv-sorozatban

Egy pak'ma'ra fordítógéppel

## Külső megjelenés
A pak’ma’rák humanoidok, bár megjelenésük eléggé bizarr. Szájukat ugyanis csápok takarják, emiatt a fejük egy tintahalra emlékeztet. Magasságuk nagyjából két méter, bőrük szürkés, két szemük van.

## Étrend
A pak’ma’rák dögevők. Emiatt nem túl vonzók a többi fajnak. Az „Egy távoli csillag c. részben (2. évad, 4. epizód) a mellettük lakó nagykövet átköltöztetését kéri, mert a pak’ma’rák büdösek. Ezt Ivanova parancsnok is elismeri. Amikor a „Harcos hagyatéka” c. epizódban (1. évad 17. rész) egy minbari holtteste eltűnik, ők lesznek az első gyanúsítottak. Ezenkívül erre több utalás is van a sorozatban. Ugyanakkor a pak’ma’rák allergiásak a tengeri halakra.

## Biológia
A pak’ma’rák dögevő mivoltuk miatt immunisak a legtöbb gyomor- és bélbaktériumra, valamint az ételmérgezésekre.
A pak’ma’rak a kihalt markabokhoz hasonlóan egy külön sejtcsoporttal rendelkeznek, ami a gerinc és az agy között szállítja az információt. Emiatt ők is fenyegetettek a „Drafa” nevű vírus által, ami ezeket a sejteket pusztítja el. Ám a 2259-es, a markabokat kipusztító járvány idején sikerült vakcinát előállítani, emiatt a pak’ma’ra civilizáció nem szenvedett komoly veszteséget.

## Kapcsolat a többi fajjal
A Pak’ma’rák tagjai az El nem kötelezett világok ligájának, később pedig a Csillagközi Szövetségnek is tagjai lettek. Leginkább a Drazikkal vannak jó viszonyban. Részt vettek az Árnyháborúban, mint a Fény seregének tagjai. Szintén van néhány pak’ma’ra, aki az Őrszemeknek is a tagja. A pak’ma’ra nyelv nehezen érthető a csápok miatt. Emellett a pak’ma’rák nem tanulnak meg más nyelveket (5. évad 5. rész). A kommunikációban fordítógépeket használnak. A pak’ma’rák egyébként kíváncsi lények, érdekli őket a többi faj, ezért a legtöbb űrállomáson megtalálhatók.

## Technológia
A pak’ma’rák alig 80 éve ismerik az űrutazást, emiatt technológiájuk nem túl fejlett. Saját építésű hadihajóik nincsenek, van viszont egy néhány száz, a Draziktól vásárolt Sun Hawk (Napsólyom) cirkálókból álló flottájuk. Az anyabolygójukon, a Melaton kívül még nem népesítenek be más bolygókat. Ugyanakkor ők is egy, a minbarik által használt kristály alapú energiatermelő és adathordozó rendszert használnak. Ennek az az oka, hogy ezzel fajjal találkoztak először.